# Джон Фітч
Джон Фітч (англ. John Fitch; нар. 21 січня 1743[…] , Саут-Віндзор  — пом. 2 липня 1798[…] , Бардстаун ) — американський винахідник, годинникар, підприємець і інженер. Найбільше відомий як будівник першого в Сполучених Штатах пароплава.

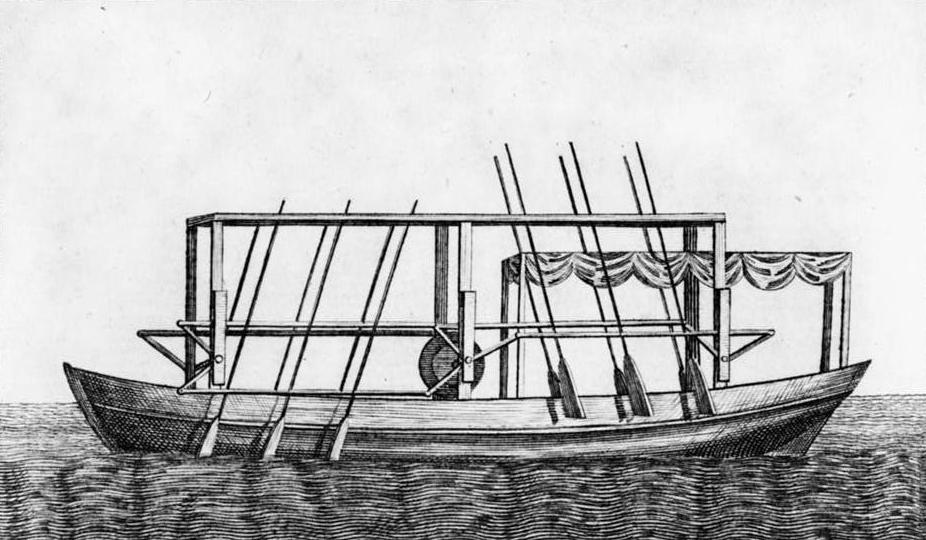
Проект пароплава Фітча

Народився на фермі, отримав лише початкову шкільну освіту й самостійно навчився ремонтувати годинники. Протягом 8 років пробував себе в ливарстві з латуні та срібла, але бізнес був зруйнований під час Американської революції.
Під час війни займався ремонтом зброї.
Навесні 1782 року під час інспекції Північно-Західної території США був захоплений індіанцями і переданий британцям, які зрештою відпустили його.
26 серпня 1791 року — після суперечок з автором подібного винаходу Джеймсом Рамсі — отримав патент на паровий човен. Подальша судова тяганина за першість винаходу мала для Фітча погані фінансові наслідки.